# Walter Gerrads
Walter Gerrads (* 22. Februar 1910 in Aachen; † 31. Juli 1991 in Stuttgart) war ein deutscher Jurist, Verwaltungsbeamter und Politiker (FDP/DVP).

## Leben
Walter Gerrads wurde als Sohn eines Kaufmanns geboren. Nach dem Besuch der Volksschule und des Realgymnasiums in Aachen nahm er 1929 ein Studium der Rechtswissenschaft an den Universitäten in München und Bonn auf, das er 1934 mit dem Ersten Juristischen Staatsexamen abschloss. Danach absolvierte er das Referendariat an Gerichten. Im Oktober 1935 wurde er an der Universität Erlangen zum Dr. jur. promoviert (Dissertation: Grenzen des Grundeigentums nach § 905 BGB und moderne Technik). Er arbeitete von 1936 bis 1940 in der freien Wirtschaft und wirkte im Anschluss als Wirtschaftssachverständiger bei einer Preisbehörde in Berlin. Nach seiner Dienstverpflichtung bei der Luftwaffe war er bis 1943 als Referent im Reichsluftfahrtministerium tätig. Von 1943 bis 1945 nahm er als Soldat am Zweiten Weltkrieg teil.
Gerrads wurde im April 1946 Leiter der Preisüberwachungsstelle in Karlsruhe und war seit Juni 1946 Berichterstatter in der Abteilung für Gewerbliche Wirtschaft im Wirtschaftsministerium des Landes Württemberg-Baden. 1948 erfolgte seine Ernennung zum Oberregierungsrat und eine Tätigkeit als stellvertretender Bevollmächtigter in der Vertretung Württemberg-Badens im Wirtschaftsrat des Vereinigten Wirtschaftsgebietes in Frankfurt am Main. Von 1948 bis 1975 war er Hauptgeschäftsführer (Syndikus) der Industrie- und Handelskammer Karlsruhe, die 1973 in Industrie- und Handelskammer Mittlerer Oberrhein umbenannt wurde. Des Weiteren fungierte er seit 1951 als Geschäftsführer der Karlsruher Flughafengesellschaft.
Gerrads trat nach 1945 in die Demokratische Volkspartei (DVP) ein. Aus dieser ging 1948 der Landesverband der FDP Württemberg-Baden hervor, der 1952 wiederum Teil des Landesverbandes der FDP/DVP in Baden-Württemberg wurde. Von 1950 bis 1952 war Gerrads Abgeordneter des Landtages von Württemberg-Baden. Vom 17. Juni 1953, als er für den ausgeschiedenen Abgeordneten Edmund Kaufmann nachrückte, bis 1956 war er Mitglied der Verfassunggebenden Landesversammlung bzw. des Landtages von Baden-Württemberg. Im Juli 1967 trat er aus der FDP aus und wechselte zur CDU über. Von 1969 bis 1977 war er Schatzmeister des CDU-Bezirksverbandes Nordwürttemberg.
Walter Gerrads war seit 1937 mit Inga-Lisa Arnsperger verheiratet. Aus dieser Verbindung gingen drei Töchter hervor. Nach dem Tod seiner Frau 1974 heiratete er 1976 in zweiter Ehe Sieglinde Schock.

## Ehrungen
- 1975: Karl-Friedrich-Nebenius-Medaille in Gold der Industrie- und Handelskammer
- 1976: Verdienstkreuz 1. Klasse der Bundesrepublik Deutschland